# 毛连翘
毛连翘（学名：Forsythia suspensa f. pubescens）为木犀科连翘属连翘下的一个变型。